# Магура
Вижте пояснителната страница за други значения на Магура.
Магурата (от 1942 г. до 24 октомври 1972 г. официално Рабишка пещера), или нечленувано Магура, е пещера в Северозападна България, област Видин, община Белоградчик.
Известна е със своите рисунки (още от палеолита) от първобитни хора и многобройни прилепи.

## Местоположение
Намира се на южния склон на карстовия рид Рабишка могила, Западен Предбалкан. Разположена е на около 18 km северозападно от град Белоградчик и на около 1,5 km северозападно от село Рабиша.

## Описание
Образувана е от карстови процеси в дебелослойни долнокредитни сивобели варовици. Тя е сред най-големите български пещери. Изходът ѝ се нарича Вратача.
Обособени са зали и галерии: Триумфална зала, Полето, Хармана, Прилепна галерия, Стрелбището, Галерия с рисунки, Зловеща галерия, Слънчева зала, Зала на сталактоните, Зала на падналия бор, Зала на тополата, Тронна зала, Концертна зала. Някои зали са с колосални размери. Всички зали са свързани чрез галерии и пещерни тунели, има много сталактити, сталагмити и сталактони, а в Триумфалната зала има малко езеро.
В пещерата има постоянна температура от 12 °C. Общата дължина на галериите ѝ е 2500 m.

## Рисунки
По стените могат да се видят рисунки от няколко исторически епохи, правени с гуано (тор от прилепи). Най-ранните рисунки са от късния палеолит, има и от времето на неолита; най-новите са от бронзовата епоха и са рисувани между 3000 и 1200 г. пр.н.е.
Рисунките изобразяват предимно ловни сцени, слънчево-лунен календар, плодородие. Повечето са групирани, но има и отделни рисунки. Някои са релефни поради естествената ерозия на скалата под тях.
Преустановен е достъпът до „Галерията с рисунките“ в пещера „Магурата“ с Принудителна административна мярка, съставена от инспектор в ГД ИОКН на Министерство на културата.

## Фауна
В пещерата са открити кости от пещерна мечка, пещерна хиена и др.

Тя е най-значимата за прилепите пещера в Северозападна България. Целогодишно се обитава от общо 8 вида, всички приоритетни за опазване в Европа:
1. Голям подковонос (Rhinolophus ferrumequinum)
2. Малък подковонос (Rhinolophus hipposideros)
3. Южен подковонос (Rhinolophus euryale)
4. Трицветен нощник (Myotis emarginatus)
5. Голям нощник (Myotis myotis)
6. Остроух нощник (Myotis blythii)
7. Дългопръст нощник (Myotis capaccinii)
8. Дългоух/Бехщайнов нощник (Myotis bechsteinii)

Срещащите се в пещерата дългопръст нощник и южен подковонос са включени в Световния червен списък. Освен над 2000 зимуващи прилепи от няколко вида, там през зимата е регистрирана и колония от над 450 малки подковоноса – рекорден брой за страната. На горния етаж (недостъпен без използване на спелео-техники) над Концертната зала се намира хоризонтална суха галерия, където се размножават големи летни колонии от няколко вида.

## Туризъм
- Магурата е сред 12-те облагородени (достъпни и пригодени за посещения) пещери в страната. Тя е обект № 14 от Стоте национални туристически обекта.
- В разклонение на пещерата се произвежда пенливо вино поради идеалните за това условия – много близки до тези в областта Шампания, Франция.
- Рабишкото езеро – най-голямото по площ вътрешно, тектонско, езеро в България, се намира в непосредствена близост до пещерата.
- На 3 май 1960 г. пещерата и районът около нея с площ от 71 хектара са обявени за природна забележителност.[2][3]

## Галерия
- Снимки от пещерата Магура

Пещерни рисунки от пещерата Магура